# Правители Виджаянагара
Правители империи Виджаянагар — империя была основана, служившими в молодости у Какатьев или Хойсалов, братьями Харихара и Букка Райя, которые в 1336 году положили начало династии Сангама. Построив крепость Виджаянагар, они быстро подчинили себе весь юг Индии.

## Династия Сангама
- Вира Харихарарая I, сын Бхаваны, махараджадхираджа Виджаянагара 1336—1356
- Буккарая I, сын Бхаваны, ювараджа 1336—1354, махараджадхираджа Виджаянагара 1356—1377
- Шри Пратана Вира Харихарарая II, махараджадхираджа Виджаянагара 1377—1404
- Вирупакшарая I, сын Шри Пратана Вира Харихарараи II, махараджадхираджа Виджаянагара 1404—1405
- Буккарая II, сын Шри Пратана Вира Харихарараи II, махараджадхираджа Виджаянагара 1405—1406
- Шри Дэварая I, сын Шри Пратана Вира Харихарараи II, махараджадхираджа Виджаянагара 1406—1422
- Рамачандра, сын Шри Дэвараи I, махараджадхираджа Виджаянагара 1422
- Вира Виджая Буккарая III, сын Шри Дэвараи I, махараджадхираджа Виджаянагара 1422—1423
- Шри Пратапа Дэварая II, сын Вира Виджая Буккараи III, махараджадхираджа Виджаянагара 1423—1446
- Вира Дэварая, махараджадхираджа Виджаянагара 1446—1447
- Маликарджунарая, сын Шри Пратапа Дэвараи II, махараджадхираджа Виджаянагара 1447—1465
- Вирупакшарая II, махараджадхираджа Виджаянагара 1465—1485

В результате заговора знати, недовольной деспотичной политикой Вирупакши и не желавшей видеть на троне его сына, убившего собственного отца, императором был провозглашен Нарасимха Салува.

## Династия Салува
- Нарасимхарая, сын Тирумалы, раджа Чандрагири 1456—1485, махараджадхираджа Виджаянагара 1485—1490
- Иммади Нарасимха, сын Нарасимхараи, махараджадхираджа Виджаянагара 1490—1503

После смерти Нарасимхи правителями считались два его малолетних сына, но фактически власть принадлежала военачальнику Нарасе Наяке. После его смерти в 1505, его сын Вира Нарасимха захватил престол.

## Династия Тулува
- Вира Нарасимха, сын Нарасанаяки, махараджадхираджа Виджаянагара 1503—1509
- Кришнадэварая, сын Нарасанаяки, махараджадхираджа Виджаянагара 1509—1529
- Ачьютадэварая, сын Нарасанаяки, махараджадхираджа Виджаянагара 1529—1542
- Садашиварая, сын Кришнадэвараи, махараджадхираджа Виджаянагара 1542—1565

В правление Садашивы власть фактически находилась в руках его министра Рама Райи. Он погиб в сражении в 1565, его брат Тирумала сверг Садашиву и захваил престол.

## Династия Аравиду
- Рамарая, правитель Виджаянагара 1542—1565
- Тирумаларая, брат Рамараи, махараджадхираджа Виджаянагара 1565—1568
- Венкатапати I, брат Рамараи и Тирумалараи, махараджадхираджа Виджаянагара 1568—1572
- Шри Рангадэварая, сын Тирумалараи, махараджадхираджа Виджаянагара 1572—1586
- Венкатапати II, сын Тирумалараи, махараджадхираджа Виджаянагара 1586—1614
- Шри Рангачикарая, сын Рамы, сына Тирумалараи, махараджадхираджа Виджаянагара 1614—1617
- Рамадэварая, сын Шри Рангачикараи, махараджадхираджа Виджаянагара 1617—1630
- Педда Венкатарая, внук Рамараи, махараджадхираджа Виджаянагара 1630—1642
- Шри Рангарая III, племянник Педда Венкатараи, махараджадхираджа Виджаянагара 1642—1672

Государство ослабло в результате междоусобиц и было уничтожено султанами Биджапура и Голконды, которые поделили территорию Виджаянагара.